# Jesusland
     "Stati Uniti del Canada", Canada più stati blu 
     "Jesusland", stati rossi 

La mappa di Jesusland
"Stati Uniti del Canada", Canada più stati blu
"Jesusland", stati rossi

La mappa di Jesusland è un fenomeno di Internet, nato poco dopo le elezioni presidenziali statunitensi del 2004, che satireggia sullo schema degli stati rossi e stati blu, dividendo il Nord America in "Stati Uniti del Canada" e "Jesusland".

## Origini
L'immagine originale fu creata il 3 novembre 2004 da G. Webb un poster su yakyak.org un forum per i fan di Jeff Minter.

## Geografia
Il meme ha la forma di una mappa degli Stati Uniti e del Canada che però ha un nuovo ipotetico confine tra i due stati. Gli "stati blu" delle elezioni del 2004 sono uniti al Canada per formare un singolo stato chiamato Stati Uniti del Canada. Gli "stati rossi" rimasti sono stati rinominati Jesusland (terra di Gesù) per via dello stereotipo sulla religiosità dei Repubblicani.
Mappe simili danno nomi diversi agli stati blu separati dividendoli per posizione geografica.

## Analisi
Nella mappa di Jesusland gli stati in cui la maggioranza ha votato per i democratici nel 2004 è vista come più liberale socialmente e quindi più simile culturalmente al Canada. Gli stati votanti Repubblicano hanno votato di più sulla difesa dei valori morali, come l'opposizione al matrimonio delle coppie dello stesso sesso e alla ricerca sulle cellule staminali. Coloro che possiedono questi valori sono caratterizzati da un maggiore grado di fede nella Cristianità Evangelica, da qui la motivazione dell'utilizzo del nome di Gesù per l'ipotetico Stato.
La divisione è talmente marcata che alcuni blogger democratici hanno ipotizzato la secessione in modo ironico o semi-serio, mentre alcuni della parte repubblicana hanno suggerito che il governo degli stati federali dovrebbero espellere gli stati blu.
Alcuni hanno notato una somiglianza molto approssimativa tra la mappa elettorale nel 2004 e una mappa degli U.S.A. nel 1860, che mostrava gli stati liberi e gli stati schiavisti prima della Guerra civile americana.

## Jesusland nella cultura di massa
- La mappa è stata riprodotta su t-shirts, cartoline, borse e tazze.
- Il pianista rock Ben Folds ha inserito una canzone intitolata Jesusland nel suo album Songs for Silverman.
- La canzone della band punk rock NOFX Leaving Jesusland, dall'album Wolves in Wolves' Clothing, racconta di liberali che si spostano dal sud per andare in California.